# Guardia Costera de Malasia
La Guardia Costera de Malasia, o Agencia de Cumplimiento Marítimo de Malasia (ACMM) (en malayo: Agensi Penguatkuasaan Maritim Malaysia) (APMM) es la principal agencia gubernamental encargada de mantener la ley y el orden, y coordinar las operaciones de búsqueda y rescate en las aguas interiores, territoriales y contiguas de Malasia.

## Introducción
La Agencia y sus miembros forman parte de la Agencia Civil Federal de Malasia y dependen directamente del Ministerio del Interior, sin embargo, la ACMM puede integrarse bajo el mando de las Fuerzas Armadas de Malasia durante una emergencia, una crisis especial o una guerra. La agencia mantiene estrechos vínculos con la Guardia Costera de Estados Unidos (USCG) y la Guardia Costera de Japón.

## Historia

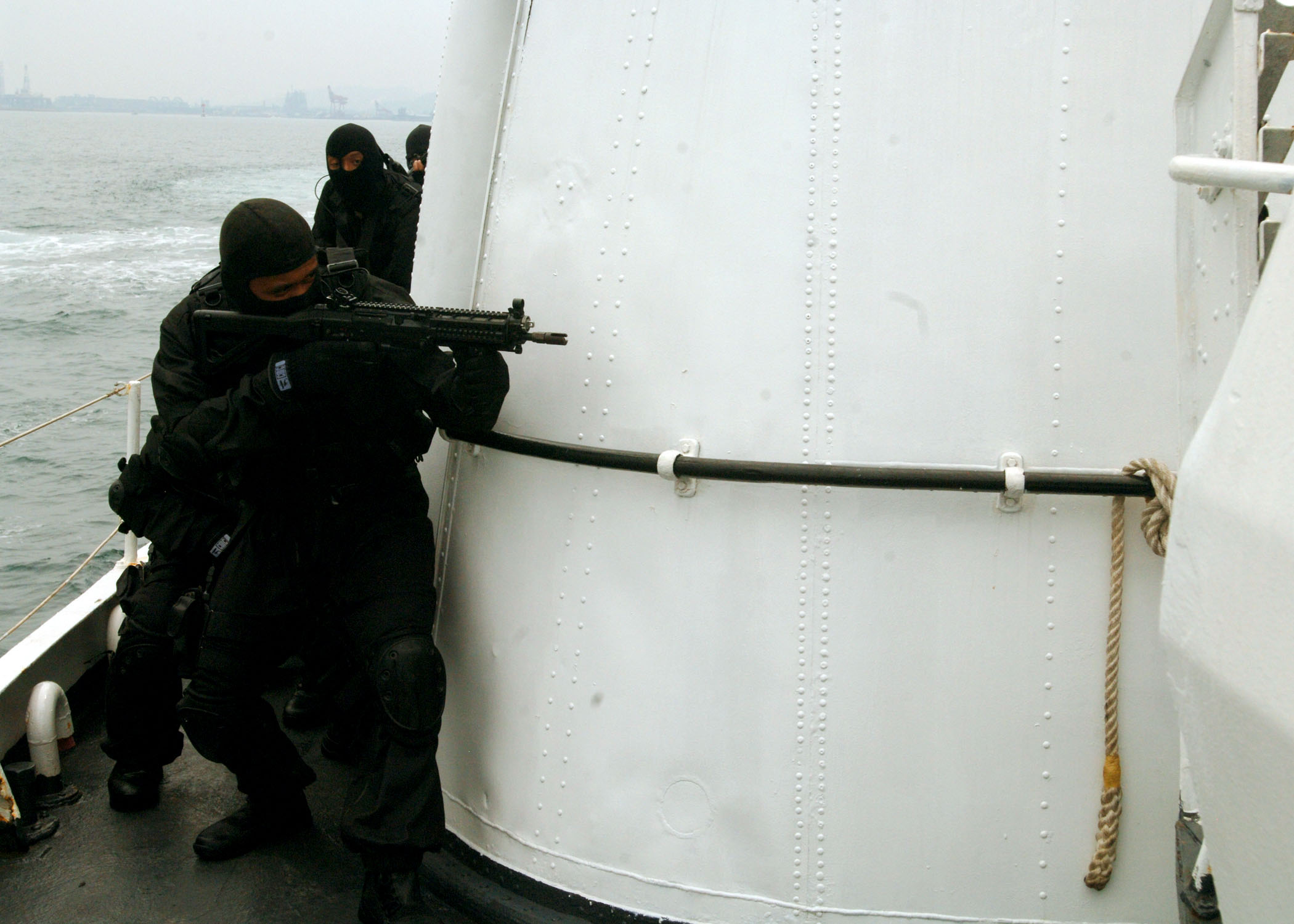
Miembros de la guardia costera durante un entrenamiento.

### Estudio previo e informe
La historia de la Agencia de Cumplimiento Marítimo de Malasia (ACMM) comenzó con el informe sobre el "Estudio de viabilidad sobre el establecimiento de la Guardia Costera de Malasia" realizado por el Consejo de Seguridad Nacional, Departamento del Primer Ministro el 21 de abril de 1999. 

### Creación de la agencia
Las conclusiones del informe fueron acordadas por el Gabinete de Malasia y el 16 de abril de 2003, se creó un equipo dirigido por Datuk Abu Talib Haji Harun, con el objetivo de organizar la creación de la Agencia. La Agencia se estableció formalmente con la promulgación de la Ley de la Agencia de Cumplimiento Marítimo de Malasia de 2004 (Ley 633) por parte del Parlamento de Malasia en mayo de 2004. La ley recibió la aprobación real de Yang Di Pertuan Agong el 25 de junio de 2004. El 15 de febrero de 2005 entró en vigor la Ley. La Agencia se presentó al público el 10 de octubre de 2005 por el entonces Viceprimer Ministro, Dato Seri Najib Razak y alcanzó el estado operativo el 30 de noviembre de 2005 con el comienzo de las patrullas de los buques de la guardia costera. El 21 de marzo de 2006, el Viceprimer Ministro anunció oficialmente a la guardia costera como parte de una agencia del gobierno de Malasia.

### Cambio de nombre
El 28 de abril de 2017, la guardia costera cambia formalmente de nombre a «Guardia Costera de Malasia», para una mejor identificación internacional. Las nuevas embarcaciones que se entregaron a la guardia costera, incluida la Patrullera de Nueva Generación, contaban con este nuevo nombre. Sin embargo, el nombre ‘Agencia de Control Marítimo de Malasia’ se mantuvo por motivos de trabajo.

### Asignación al Ministerio del Interior
En mayo de 2018, bajo el nuevo gobierno de Malasia, se planeó consolidar a la guardia costera en el Ministerio del Interior. En noviembre de 2018, en el marco del Presupuesto de Malasia de 2019, se tomó la decisión de asignar a la guardia costera al Ministerio del Interior.

## Zona marítima de Malasia

#### Aguas interiores y mar territorial
12 millas náuticas (22 km) desde la línea de la costa, parte del territorio de Malasia sujeta al derecho de paso para los buques.

#### Zona contigua
24 millas náuticas (44 km) desde la costa. Jurisdicción para prevenir o sancionar la infracción de las leyes aduaneras, fiscales, migratorias o sanitarias.

#### Zona Económica Exclusiva (ZEE)
200 millas náuticas (370 km) de la costa. Derechos soberanos sobre la gestión de los recursos del fondo marino y la columna de agua. Competencias en materia de construcción de islas artificiales, investigación científica y marina, protección y preservación del medio ambiente marino. Sujeta a los derechos de otros estados incluyendo: Libertad de navegación, sobrevuelo y tendido de cables submarinos.

#### Placa continental
200 millas náuticas (370 km) o hasta la extensión del margen continental. Derechos soberanos sobre la gestión de los recursos del fondo marino pero no de la columna de agua. Competencias en materia de construcción de islas artificiales y perforaciones en la plataforma continental. Sujeta a los derechos de otros estados incluyendo: Libertad de navegación, sobrevuelo y tendido de cables submarinos.